# 水本豊
水本 豊（みずもと ゆたか、1967年6月25日 - ）は、日本の実業家。ミヤギテレビサービス代表取締役社長で、元宮城テレビ放送アナウンサー。
青森県八戸市出身。青森県立八戸高等学校（シンガーソングライターの坂本サトル、元ABAアナウンサーの松元美穂とは同期生）、立教大学卒業後、1991年4月にミヤギテレビ入社。
1994年から『ズームイン!!朝!』の四代目宮城担当キャスターを務め、『ズームイン!!SUPER』でも宮城担当キャスターを担当。合計10年『ズームイン』のキャスターを担当したが、2004年6月に柳瀬洋平にバトンタッチ。以降は『ズームイン!!SUPER』『OH!バンデス』のディレクターを務めていたが、『バンデス』ではピンチヒッターとして中継リポーターを担当することもあった。
1996年に公開された、金子修介監督の『ガメラ2 レギオン襲来』に出演した経験がある（『ズームイン-』のリポーターとして、青葉城址からの中継シーンで登場）。
アナウンサーを退いた後は、営業畑や支社長を任され、宮城テレビ放送制作部に戻る。現在、子会社の社長を務めている。

## アナウンサー時代の担当番組
- ズームイン!!朝!
- ズームイン!!SUPER
- モット!モット!TV
- 全日本プロレス中継（宮城県下の試合で実況を担当）